# Houria (film, 2022)
Pour les articles homonymes, voir Houria.
Pour plus de détails, voir Fiche technique et Distribution.
Houria est un film franco-belgo-algérien réalisé par Mounia Meddour et sorti en 2022.

## Synopsis
Houria est une jeune danseuse talentueuse qui vit à Alger. Le jour, elle travaille en tant que femme de ménage, mais la nuit, elle participe à des paris clandestins. Une nuit, Houria remporte une somme d'argent importante, mais elle est violemment agressée par un homme nommé Ali et se retrouve à l'hôpital. Cet événement traumatisant brise ses rêves de devenir ballerine. Houria doit alors accepter son nouveau corps et retrouver un sens à sa vie’’.

## Fiche technique
- Titre : Houria
- Réalisation et scénario : Mounia Meddour
- Photographie : Léo Lefèvre
- Montage : Damien Keyeux
- Musique : Maxence Dussère et Yasmine Meddour
- Production : Xavier Gens, Gregoire Gensollen, Patrick André
- Société de distribution : Le Pacte (France)
- Pays de production :  France (88 %),  Belgique (11 %),  Algérie (1 %)[4]
- Genre : drame
- Durée : 98 minutes
- Dates de sortie :
  - France : 24 août 2022 (Festival du film francophone d'Angoulême)[5] ; 15 mars 2023 (sortie nationale)
  - Suisse romande : 29 mars 2023

## Distribution
- Lyna Khoudri : Houria
- Rachida Brakni : Sabrina, mère d'Houria
- Amira Hilda Douaouda : Sonia
- Meriem Medjkane : Amel
- Nadia Kaci : Halima
- Zahra Doumandji : Sana
- Sarah Hamdi : Lamia
- Sarah Guendouz : Nacéra
- Amina Benghernaout : Lila, soeur de Nacéra
- Marwan Fares : Ali
- Ali Damiche : Ahmed
- Francis Nijim : Ashraf
- Salim Kissari : Lamine la classe

## Diffusion
La diffusion du film Houria en Algérie reste incertaine, car les films abordant des sujets sensibles peuvent rencontrer des difficultés à être diffusés dans le pays. La réalisatrice Mounia Meddour a exprimé sa déception quant à une sortie du film dans son pays d'origine, bien que la production ait trouvé un distributeur algérien. Son premier long-métrage, Papicha, n'a jamais été projeté dans les salles de cinéma en Algérie.